# Harry Warburton
Harry Warburton (n. 10 aprilie 1925 – d. 2005, Zürich, cantonul Zürich, Elveția) a fost un bober ce a reprezentat Elveția, medaliat olimpic. A participat la o ediție a Jocurilor Olimpice (1956) în care a câștigat o medalie de bronz.

## Participări
Lista de mai jos prezintă principalele competiții la care a participat Harry Warburton de-a lungul carierei.
- bobsleigh at the 1956 Winter Olympics – two-man[*]